# 格列美脲
格列美脲（英語：Glimepiride），為一種用以治療第二型糖尿病的藥物，目前做為二甲双胍的後線藥物。使用本品者，建議輔以飲食和運動。格列美脲為口服藥物，服用後三小時會達到最大藥效，藥效約可持續一天。
格列美脲常見的副作用為頭痛、噁心及頭暈，其他嚴重的副作用為低血糖。懷孕或哺乳者，不建議使用本藥物。本品的作用機轉，主要為促進胰臟分泌胰島素；格列美脲為第二代的磺酰脲类（Sulfonylurea）藥物。
1979年，格列美脲獲得專利，於1995年核准為醫療用途。本品已有學名藥於市面流通，2019年，格列美脲在美國處方藥物中排行第62名，共開立超過1100萬劑。

## 藥效
- 刺激胰臟分泌較多量的胰島素，使血糖降低。